# Jürgen Hildebrand
Jürgen Hildebrand, nemški rokometaš, * 24. julij 1948, Halle an der Saale.
Leta 1972 je na poletnih olimpijskih igrah v Münchnu v sestavi vzhodnonemške rokometne reprezentance osvojil četrto mesto.